# رود وولنایا
رود وولنایا (انگلیسی: Volnaya) یک رودخانه در استان مسکو کشور روسیه است..